# 鉄平 (声優)
鉄平（てっぺい、1976年12月29日 - ）は、日本の俳優、声優、構成作家。千葉県出身。劇団gekifuri。旧芸名は明平 鉄平。

## 人物
趣味はスキー、料理。資格は調理師免許、普通自動車免許。

## 出演

### テレビ番組
- 田舎に泊まろう!特番「田舎を食べよう」（構成）
- おすぎのシネバラ!（構成）
- 今宵はどちらへ
- 情報マップ
- Dr．キートン研究室（構成）
- 土曜スペシャル
- トリビアの泉 〜素晴らしきムダ知識〜（1コーナーの舞台監督）
- パックンマックン夏得（なっとく）英会話（構成）
- べき子とベキオのNECOランドTV☆（構成）
- マツモトキヨシSeasonal Wind（構成）
- 良好生活研究所（構成）
- おすピーのシネバラ！（構成）

### テレビアニメ
2006年
- ケモノヅメ（杉村縄男）
- ヤマトナデシコ七変化♥（空手部部長）

2007年
- 結界師（章樹）
- MOONLIGHT MILE 2ndシーズン -Touch down-（ゴンザレス）

2009年
- RIDEBACK -ライドバック-（スタッフ）

2010年
- 起業忍者 イガ社長と秘書ガーコ（イガ）

2013年
- 俺の脳内選択肢が、学園ラブコメを全力で邪魔している（石岡先輩、伊藤）
- ブラッドラッド（電話の声・サバ夫）

2015年
- 暗殺教室（2015年 - 2016年、小山夏彦） - 2シリーズ
- ISUCA（朧車）

2019年
- けだまのゴンじろー（飼い主）
- 警視庁 特務部 特殊凶悪犯対策室 第七課 -トクナナ-（刑事A）

2021年
- 逆転世界ノ電池少女（露天商、オプションA）

2022年
- 怪人開発部の黒井津さん（シン）

2024年
- 戦国妖狐 千魔混沌編（古苔）

### OVA
- ちゃおまんがスクール（2011年）

### Webアニメ
- いくぜっ! 源さん（2008年、パチンコ店の客）

### ゲーム
- JUDGE EYES:死神の遺言（2018年、葛西拳太[要出典]）
- LOST JUDGMENT 裁かれざる記憶（2021年、花咲純平）
- ファイナルファンタジーXVI（2023年）

### 吹き替え

#### 映画
- ヴァンパイア侍（ウィリー、ボト）
- コンフィデンシャル/共助（パク・ミョンホ〈イ・ドンフィ〉）
- TIME/タイム（ボレル〈ジョニー・ガレッキ〉）
- DISASTER（リッキー）
- テッド（アリックス〈ジョン・ヴィーナー〉）
- ブラッド・シティ LAヴァンパイア（強盗）
- ブルーサヴェージ セカンドクライシス SHARK ATTACK（マックス）
- ホロコースト -アドルフ・ヒトラーの洗礼-（フレッチャ）

#### ドラマ
- シークレット・アイドル ハンナ・モンタナ（ソアー）
- ビクトリアス

#### テレビ番組
- UFC登竜門 ジ・アルティメット・ファイター ヘビー級バトル（ジェームズ・マクスイニー）

### ラジオ
- Twilight Connection
- 狼虎滅却・サクラジヲ 〜こちら甲板通信局〜（WEBラジオ、構成）
- 狼虎滅却・サクラジヲ 〜こちら甲板通信局〜 改（WEBラジオ、構成）
- ツダケンロードショー はてるまでラジオ（WEBラジオ、構成）
- 音の間に間に! 謎惑RADIO☆（構成）

### CD
- 毎日新聞1000大ニュースDXパック ラジオCD『ラジオDX 下田麻美と水原薫のanytime ちくわぶ★』（脚本）
- ラジオDX セガダイレクトさよならCD Tschuess! セガダイレクト最後の聖戦！（脚本）
- たなくま5thCD ハッピーバースデー俺！（脚本）
- たなくま6thCD 萌えボイス屋 はじめました（特許出願希望）（脚本）
- たなくま8thCD 俺、このCDが完Hしたら、田舎でメイド喫茶を開こうと思うんだ（死亡フラグ）（脚本）
- ドラマCD とむりえ〜お酒の国の大宴会、萌えて候!〜（脚本）
- ドラマCD とむりえ2〜とむりえ危機一髪〜（脚本）
- ね語男子 シリーズ（脚本）

### 舞台
- Head UP!（脚本）
- DEAD LINE?（脚本）
- 俺たちはバカじゃない!
- カプリチヲ
- DEAD LINE?改（脚本）
- BATH TO THE FUTURE
- ピッチをあげルンだよ!〜マラソン同好会の秋〜
- 恋愛戯曲
- 遊々団ブランシャ★ヴェール「アリス・イン・ワンダーランド」
- 遊々団ブランシャ★ヴェール「園長先生のオルガン」
- 遊々団ブランシャ★ヴェール「ピーチくりんだ♥ パプ〜♥」
- 遊々団ブランシャ★ヴェール「Family Trap 〜コーンフレーク食べます？〜」（脚本）
- 遊々団ブランシャ★ヴェール「東南大学物語 〜三人の作家による三つの話〜」（第二話 脚本）
- 劇団大富豪「Doberman Road〜俺達に必要なモノ…それは勇気だ！〜」（脚本）
- 劇団大富豪「流星」（脚本）
- 劇団大富豪「wakasagi（ワカサギ）」（脚本）